# Krystian Ochman
Krystian Jan Ochman (Melrose, 19 de juliol del 1999) és un cantant polonesoamericà.
Va néixer als Estats Units d'Amèrica de pares polonesos. El seu avi és el tenor Wiesław Ochman. Al col·legi va tenir cursos de cant. Més tard va jugar el paper de príncep en la comèdia musical d'escola «La Ventafocs». Després d'acabar el col·legi als Estats Units d'Amèrica, va mudar-se a Polònia per estudiar a l'Acadèmia de Música Karol Szymanowski de Katowice.

## Carrera
El 2020 va participar en l'onzena temporada de The Voice of Poland amb la cançó «Beneath Your Beautiful» de Labrinth i Emeli Sandé. El 5 de desembre del 2020 va guanyar i va firmar un contracte amb Universal Music Polska. Va treure el seu primer senzill «Światłocienie» a finals del 2020. Va obtenir l'estatut or en Polònia el 4 d'abril del 2021. El seu primer àlbum, Ochman, va ser publicat el 19 de novembre del 2021.
A principis del 2022 es va anunciar que Krystian Ochman participaria a Tu bije serce Europy! Wybieramy hit na Eurowizję, la preselecció polonesa pel Festival de la Cançó d'Eurovisió. Va guanyar amb la cançó «River» i representarà Polònia en el Festival de la Cançó d'Eurovisió 2022, que se celebrarà a la ciutat italiana de Torí.